# پوست‌پر فیلیپینی
پوست‌پر فیلیپینی (نام علمی: Cynocephalus volans) نام یک گونه از راسته پوست‌پر است.